# زائران (بازی ویدئویی)
زائران (به انگلیسی: Pilgrims) یک بازی ماجراجویی گرافیکی است که توسط آمانیتا دیزاین ساخته و منتشر شده‌است. این بازی برای ویندوز، لینوکس و آی‌اواس در ۶ اکتبر ۲۰۱۹ منتشر شد. زائران یکی از اولین بازی‌هایی است که از طریق سرویس اپل آرکید توزیع شد.

## توسعه
این بازی توسط تیمی به رهبری جیکوب دفورسکی ساخته شده‌است و به مدت دو سال در حال توسعه بود. ایده این بازی از یک مینی بازی کارتی که در ساموروست ۳ یافت شد، گرفته شد.

## گیم پلی
زائران یک بازی ماجراجویی اشاره و کلیک است. بازیکن کنترل ماجراجویی را بر عهده دارد که می‌خواهد سوار قایق شود، اما صاحب قایق از بردن او امتناع می‌کند مگر اینکه برای او پرنده ای بگیرد. در نهایت شخصیت‌های دیگری (تاج، شیطان، دزد و شاهزاده خانم) به او می‌پیوندند. هر یک از آنها مشکلی دارند که بازیکن باید آن را حل کند تا پرنده گریزان را به دست آورد و همچنین برای رسیدن به هدفش به او کمک کنند.
جهان بازی از مجموعه ای از صحنه‌های تشکیل شده‌است که با استفاده از نقشه بازی می‌توان از آنها عبور کرد. در حالی که به یک صحنه نگاه می‌کند، بازیکن می‌تواند روی اشیاء کلیک کند تا آنها را بگیرد. اشیایی که جمع‌آوری شده‌اند، و همچنین شخصیت‌هایی که به بازیکن ملحق شده‌اند، با یک دسته کارت در زیر نمای صحنه نمایش داده می‌شوند. کارت‌ها را می‌توان از روی میز روی صحنه به منظور استفاده از آنها کشید. برای چندین مشکل، بازیکن می‌تواند راه‌حل‌های متعددی را با انتخاب شخصیت یا آیتم دیگری اعمال کند؛ بنابراین داستان می‌تواند تا حدودی در دورهای بازی مختلف متفاوت باشد.

## بازخورد
| گردآورنده | امتیاز     |
| --------- | ---------- |
| متاکریتیک | PC: ۷۸/۱۰۰ |

| ناشر                   | امتیاز |
| ---------------------- | ------ |
| Adventure ادونچر گیمرز | [ ۹ ]  |

زائران نقدهای مثبتی از منتقدان دریافت کردند. Games.cz آن را ۸/۱۰ داد و بیان کرد که این یک ماجراجویی خوب در دنیای افسانه‌ها و طنز چک است. سنگ، کاغذ، شات‌گان مفهوم بازی و ارزش قابلیت تکرار مجدد را ستودند. ادونچر گیمرز به زائران امتیاز «عالی» را داد.

### جوایز
| سال  | جایزه                          | دسته‌بندی                              | نتیجه     |
| ---- | ------------------------------ | ------------------------------------- | --------- |
| ۲۰۱۹ | جوایز بهترین بازی سال چک       | جایزه اصلی                            | برنده     |
| ۲۰۱۹ | جوایز بهترین بازی سال چک       | اجرای سمعی و بصری                     | نامزد شده |
| ۲۰۲۰ | جوایز بازی نیویورک             | جایزه A-Train برای بهترین بازی موبایل | نامزد شده |
| ۲۰۲۰ | جوایز بازی اروپای مرکزی و شرقی | بهترین بازی موبایل                    | برنده     |